# مجموعه بوش

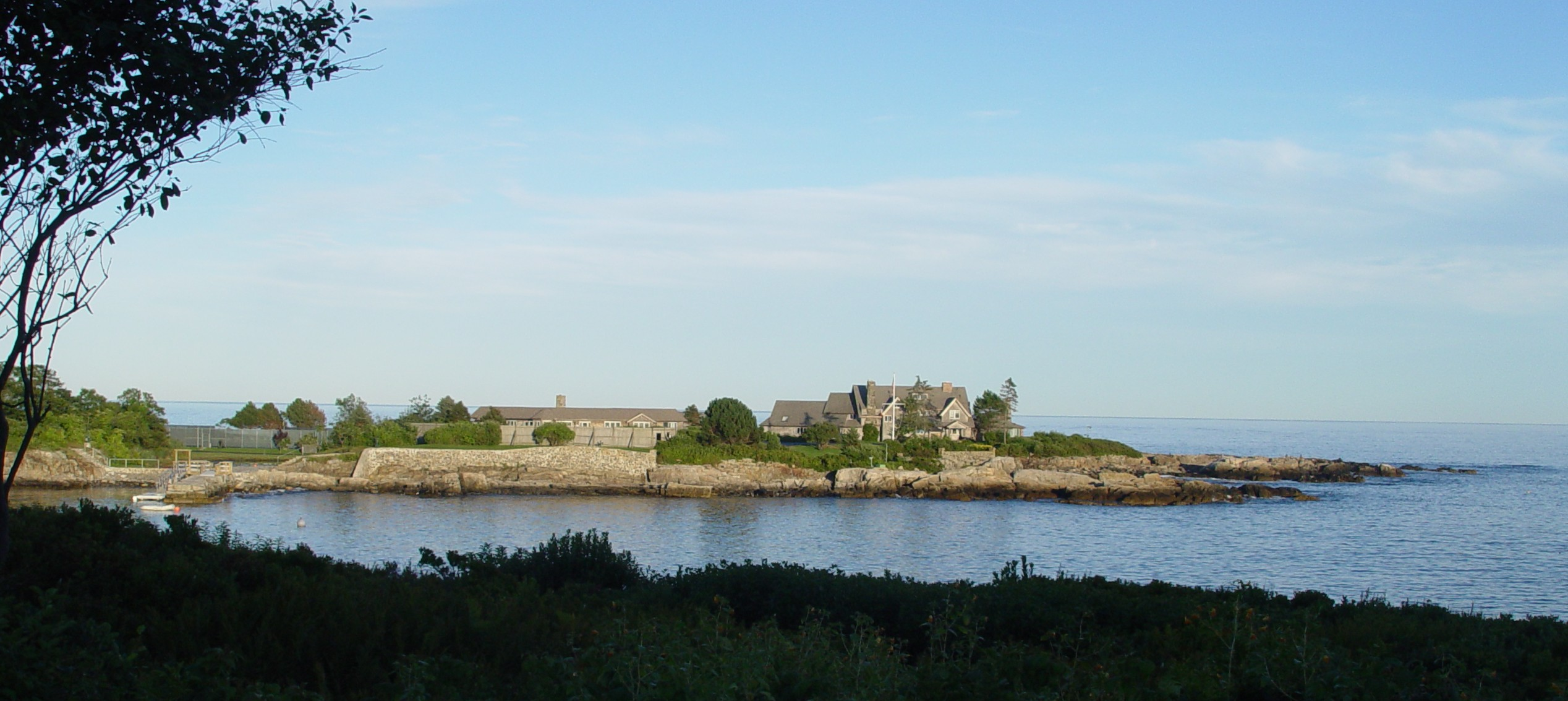

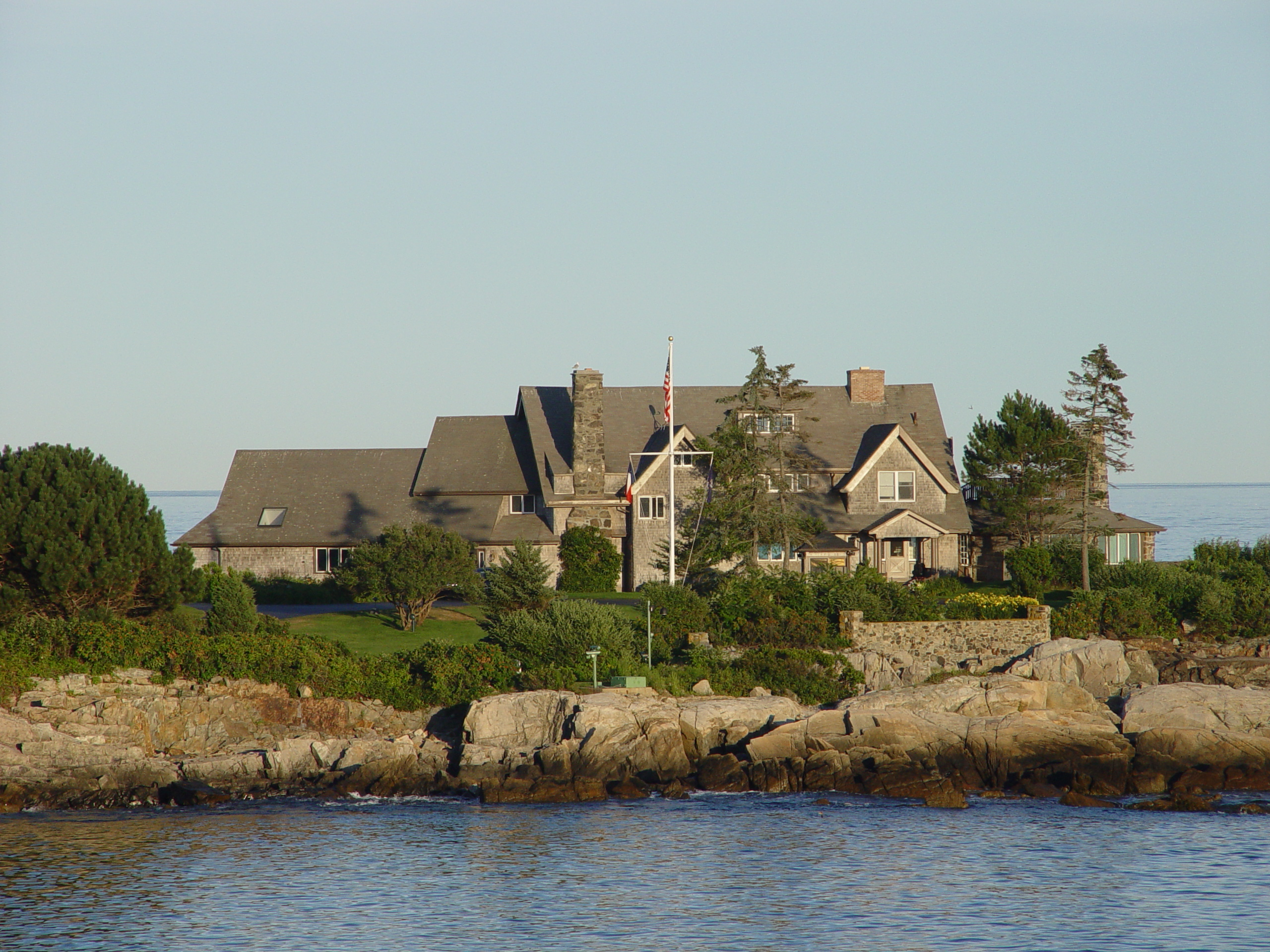

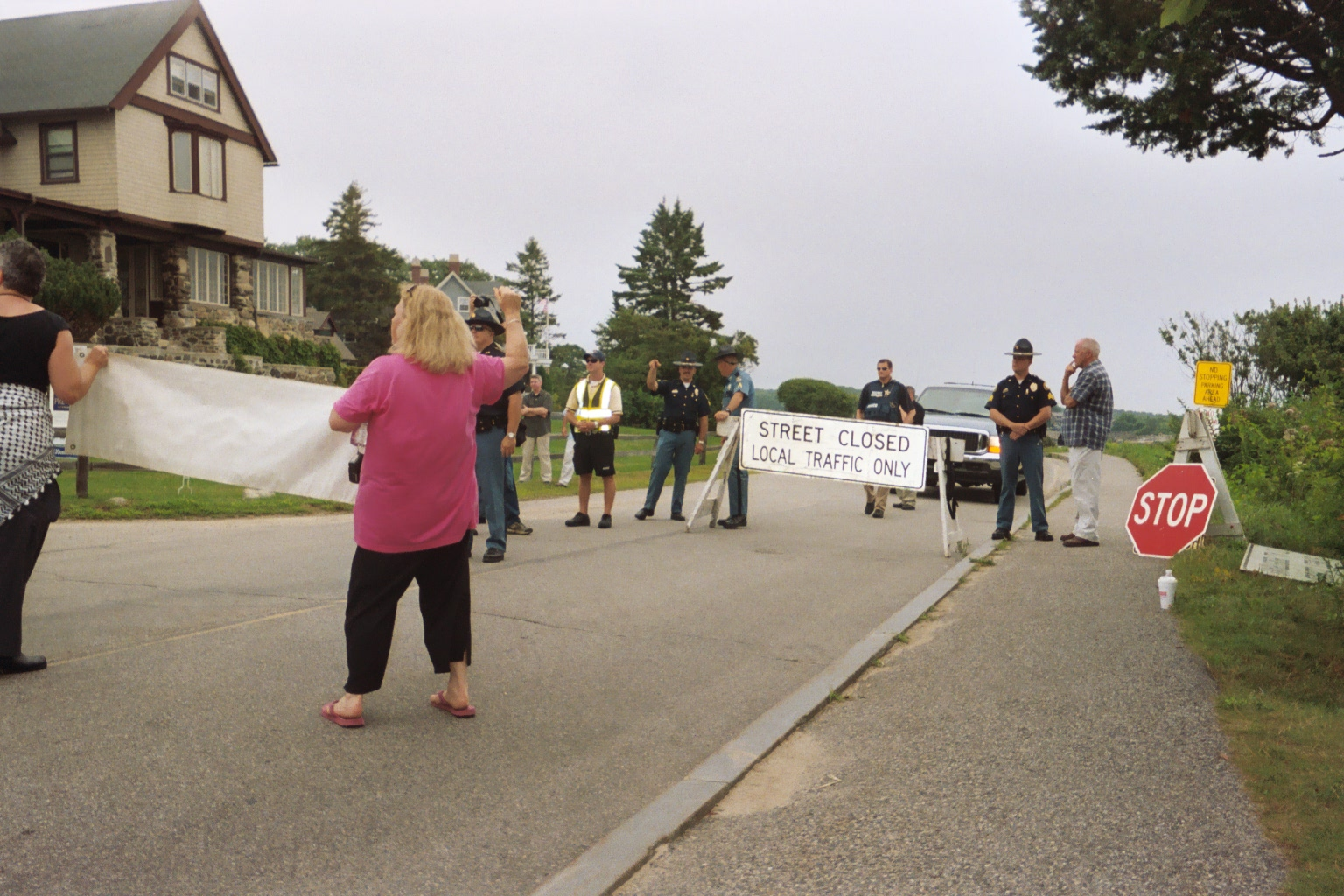
ایست بازرسی

مجموعه بوش (انگلیسی: Bush compound) خانه تابستانی جرج ایچ دابلیو بوش ۴۱مین رئیس‌جمهور ایالات متحده آمریکا است. این خانه در واکرز پوینت قرار دارد که در جنوب مین قرار داشته و در کنار اقیانوس اطلس است. این ملک بیش از یک قرن است استراحتگاه این خانواده بوده‌است.